# Don't Belong
Don´t Belong fue un sello independiente de hardcore/punk afincado en Gijón, Principado de Asturias (España). Fue creado en 1994 por Uge, tras la disolución de Xunca Records y la distribuidora y fanzine No Flag. 
Inicialmente, Don´t Belong no era un sello, sino una distribuidora non profit, vinculada al mítico fanzine Antipoder y al CSA de Gijón. Más tarde, Uge compilaría la cassette "Discografía Completa" de Disaffect bajo el nombre de Don´t Belong Prods.
La distribuidora estaba siendo un completo éxito, y el volumen de discos a mover era cada vez mayor, debido a la política inicial de mover material de difícil acceso en España. Sin embargo, para finales de 1996, las cinco personas involucradas en un principio se habían quedado en una. Uge no tarda en comenzar a publicar discos inspirado por sus sellos favoritos, como Nabate, Flath Earth Society o Profane Existence. 
Todos los discos de Don´t Belong hacían hincapié en la presentación, y eran frecuentes las ediciones limitadas para coleccionistas. 
Don´t Belong desapareció a finales de 2002, con más de una docena de publicaciones a su espalda. Uge creó otro sello denominado Throne Records, centrado en el metal extremo.

## Bandas
- Active Minds (Reino Unido)
- Bad Taste (España)
- Dark Side Of Soul (España)
- Destrucción (España)
- E-150 (España)
- Intolerance (España)
- Los Crudos (USA)
- MG-15 (España)
- Outcry (España)
- Petrograd (Luxemburgo)
- Posession (España)
- Sida (España)
- Sin Dios (España)
- Unabomber (España)
- Zero Positives (Bélgica)

## Ediciones
- Vol.01: Zero Positives "Last Contribution" 7" EP
- Vol.02: Active Minds "I´m Not A Tourist... I Live Here" 7"
- Vol.03: Active Minds / Petrograd Split LP
- Vol.04: Bad Taste "Nunca Olvides la Lucha" LP
- Vol.05: E-150 / Unabomber Split 7"
- Vol.06: Los Crudos "1991-1995: los Primeros Gritos" LP
- Vol.07: Outcry "S/t" LP/CD
- Vol.08: MG15 "Derecho a la Vida" 7"
- Vol.09: E-150 / Dark Side Of Soul Split 7"
- Vol.10: Sin Dios "Solidaridad" LP/CD
- Vol.11: Intolerance "1990-1994" CD
- Vol.12: Dawnbreed "Robot" 7" EP
- Vol.13: Posession "Anoxia" CD
- Vol.14: E-150 "1995-1999" CD
- Vol.15: Sin Dios "Ingobernables" LP
- Vol.16: Intolerance "Nada Ha Cambiado" LP/CD
- Vol.??: Sida/Destrucción Split 7"
- Vol.??: E-150/ Zanussi

(El final de esta lista está incompleto)